# Glomeridesmus grenadanus
Glomeridesmus grenadanus är en mångfotingart som beskrevs av Chamberlin 1918. Glomeridesmus grenadanus ingår i släktet Glomeridesmus och familjen Glomeridesmidae. Inga underarter finns listade i Catalogue of Life.